# یاسپر وور
یاسپر وور (دانمارکی: Jesper Worre؛ زادهٔ ۵ ژوئن ۱۹۵۹) دوچرخه‌سوار اهل دانمارک است.